# Melendiz Çayı
Der Melendiz Çayı (auch Uluırmak) ist ein Fluss in Zentralanatolien.
Der Melendiz Çayı entspringt am Nordhang des Melendiz Dağı im Nordwesten der Provinz Niğde.
Er fließt anfangs nach Norden. Er passiert die Kreisstadt Çiftlik und wendet sich anschließend nach Westen. In der Provinz Aksaray passiert er die Orte Ilısu und Ihlara. Anschließend durchströmt der Fluss die Schlucht des Ihlara-Tales in nordnordwestlicher Richtung. Die Ortschaften Yaprakhisar, Selime, Kızılkaya und Doğantarla liegen am Mittellauf des Flusses. Dieser wird bei Gücünkaya von der Mamasın-Talsperre aufgestaut. Der
Aksu Çayı, ein rechter Nebenfluss, mündet ebenfalls in den Stausee. Etwa 10 km westlich des Staudamms befindet sich die Provinzhauptstadt Aksaray, die der Melendiz Çayı durchfließt.
Der Großteil des Flusswassers wird zu Bewässerungszwecken über Kanäle abgeleitet. An seiner Mündung in den abflusslosen Salzsee Tuz Gölü, etwa 40 km nordwestlich von Aksaray, bildet der Melendiz Çayı nur noch ein Rinnsal. Der Melendiz Çayı hat eine Länge von etwa 120 km.